# NGC 3088
NGC 3088 je galaksija u zviježđu Lavu.

## Vanjske poveznice
- SEDS: NGC 3088